# Skogsskötsel

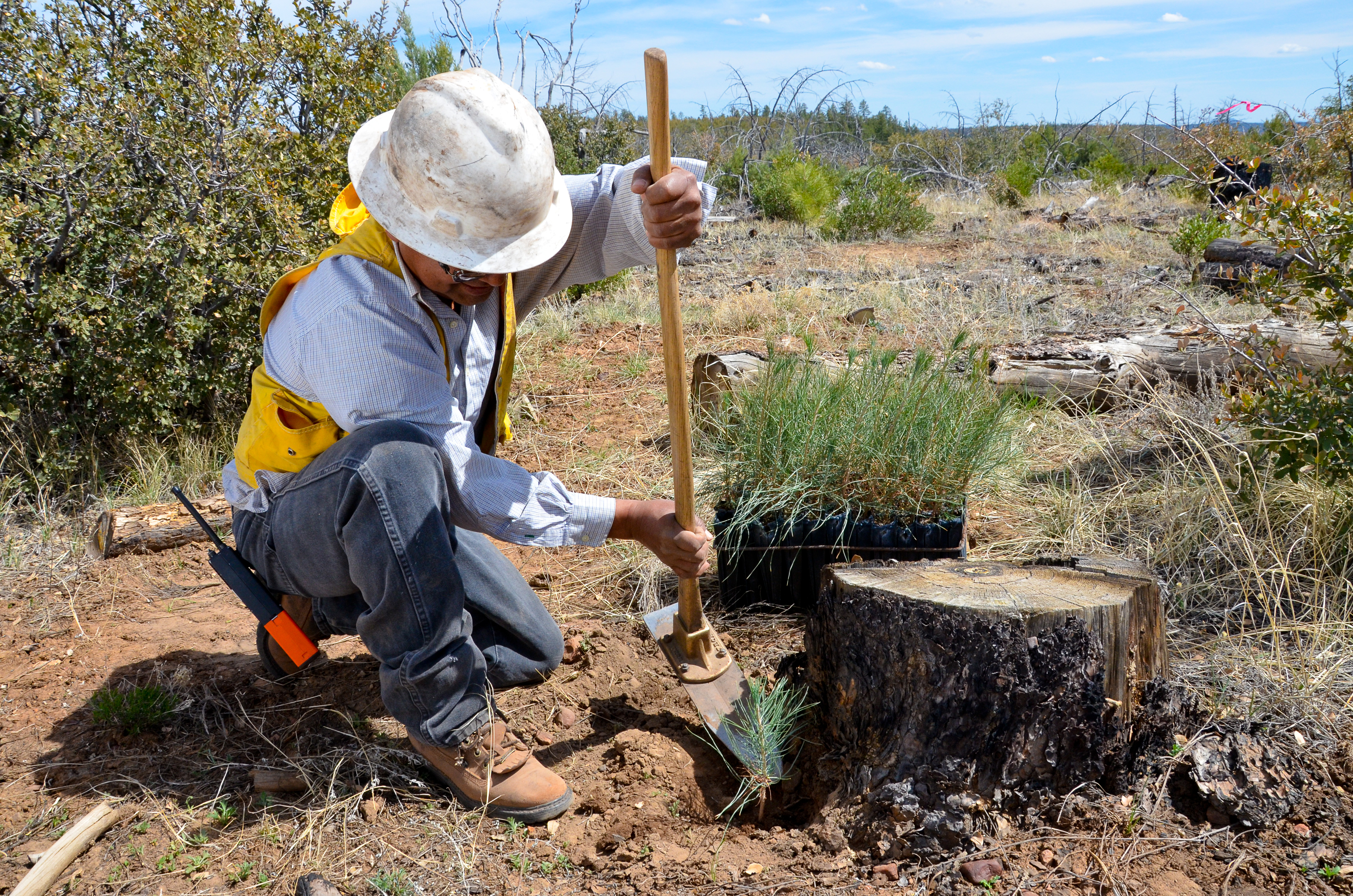
En anställd vid White Mountains Apache-stams skogsavdelning använder en hacka för att gräva ett hål för en gultallplanta, i skuggan av en bränd stubbe som skyddar plantan från vind som kan få den att torka ut.

Skogsskötsel definieras oftast som "uppdragning, vård och förnyelse av skogsbestånd så att växtplatsens produktionsförmåga uthålligt utnyttjas på ändamålsenligaste sätt och med hänsyn till natur-, kultur- och övriga intressen." Produktionsförmågan har oftast syftat till förmågan att producera virke. Numera försöker man dock ofta vidga begreppet och göra det mer allmänt genom att definiera det som skapande och bevarande av skogsbestånd som fullgör specifika syften. Även om produktion av virke, för framförallt sågtimmer och massaved, är det vanligaste syftet så kan skogsskötseln även ha som mål att främja rekreationsvärden, biodiversitet, viltstammar, vattenkvalitet, förhindra sand- och jordflykt, minska erosionsrisk, minska lavinrisk, osv.
Skogsskötsel har traditionellt delats in i högskogsskötsel och lågskogsskötsel (alternativt skottskogsskötsel). Högskog innebär att träden får växa tills de når full storlek och skogen anläggs ofta genom plantering eller möjligen från frösådd (naturlig eller artificiell). Lågskog är detsamma som skottskog och innebär att träden uppkommer som rot- eller stubbskott efter avverkning och avverkas mycket tidigt, långt innan de når full storlek. Om man kombinerar de två systemen, det vill säga har en skottskog där enstaka träd får växa upp till full storlek som i en högskog medan resten av träden avverkas tidigt och ersätts av nya rot-/stubbskott, så kallas det medelskog.
Utöver dessa huvudtyper av skogsskötsel så talar man ibland även om vissa specialformer av skogsskötsel, som tätortsnära skogsskötsel och skyddsskogsskötsel. I den tätortsnära skogen är skötseln av skogen oftast mer anpassad till estetiska värden, rekretation och friluftsliv. Med skyddsskog avses skog som har till uppgift att förhindra sand- eller jordflykt, erosion eller laviner och skogsskötseln anpassas då så att marken alltid är trädbärande.  
Inom forskningsämnet skogsskötsel brukar man definiera två underdiscipliner: skogsföryngring och skogsproduktion.